# Đơn vị hành chính tương đương quận tại Hoa Kỳ
Tương đương quận (tiếng Anh: county-equivalent) tại Hoa Kỳ là thuật ngữ được chính phủ liên bang Hoa Kỳ sử dụng để mô tả một số khu vực không nằm trong ranh giới của bất cứ quận nào khi phân chia quốc gia cho các mục đích quản lý hành chính. Các đơn vị tương đương quận có thể được phân loại tổng quát thành 3 hạng như sau:
1. Một đơn vị hành chính của một tiểu bang. Tại một vài tiểu bang, đơn vị này có thể được so sánh bằng một county (tiếng Việt dịch là quận) như được thấy ở hầu hết các tiểu bang của Hoa Kỳ.
2. Một thành phố không nằm dưới khu vực thẩm quyền của bất cứ quận nào
3. Một khu vực được Cục Điều tra Dân số Hoa Kỳ định nghĩa nhằm mục đích thống kê mà ở đó chính quyền cấp quận không tồn tại.

Các thí dụ về hạng thứ nhất được thấy tại tiểu bang Louisiana và tiểu bang Alaska:
- Louisiana không có quận (county). Vì tất cả các mục đích pháp lý, thuật từ tiếng Anh parish (tiếng Việt dịch là giáo khu hay giáo xứ) được xem là tương đương với quận (county) được thấy tại 48 trong 49 tiểu bang kia.
- Alaska là tiểu bang có một không hai về một số khía cạnh.  Thứ nhất, đơn vị hành chính trực tiếp bên dưới tiểu bang được gọi là borough thay vì là một quận, nhưng được xem là tương đương quận.  Ngoài ra, mặc dù thành phố Anchorage được gọi chính thức về mặt pháp lý là khu tự quản Anchorage nhưng nó được xem là một thành phố và quận kết hợp theo luật tiểu bang. Tất cả các đơn vị borough của Alaska, trừ vùng đất được gọi là "Unorganized Borough", được xem là các đơn vị tương đương quận.

Các thí dụ về hạng thứ hai được tìm thấy tại 4 tiểu bang và Đặc khu Columbia:
- Tại Virginia, theo pháp lý, tất cả các khu tự quản được hợp nhất thành thành phố là độc lập khỏi các quận mà chúng nằm bên trong đó. Tuy nhiên, Virginia cũng có các quận truyền thống như thấy tại hầu hết các tiểu bang khác.  Vì tất cả các phần đất của tiểu bang Virginia nằm bên trong một quận hay một thành phố độc lập nên các thành phố độc lập được xem là tương đương quận.
- Ba thành phố khác tại Hoa Kỳ theo pháp lý là độc lập khỏi bất cứ quận nào là: Baltimore, Maryland; Carson City, Nevada; và St. Louis, Missouri. Ba thành phố này cũng là các đơn vị tương đương quận.
- Washington, D.C.,[1] nằm ngoài khu vực thẩm quyền của một tiểu bang nào nên có tình trạng chính trị đặc biệt. Thành phố Washington, bao gồm toàn bộ Đặc khu Columbia mà theo Điều khoản 1, Đoạn 8 trong Hiến pháp Hoa Kỳ, nằm dưới thẩm quyền của Quốc hội Hoa Kỳ. Khi thành lập, Đặc khu đúng ra được chia thành hai quận và hai thành phố độc lập. Quận Alexandria (hiện nay hình thành nên quận Arlington và một phần của thành phố độc lập Alexandria) được giao trả lại cho tiểu bang Virginia năm 1846 trong khi ba thực thể còn lại là thành phố Washington, thành phố Georgetown, và quận Washington được nhập lại thành một chính quyền thống nhất theo một đạo luật của Quốc hội Hoa Kỳ năm 1871. Georgetown chính thức bị xóa bỏ như một thực thể thành phố bằng một đạo luật khác năm 1895. Quốc hội Hoa Kỳ thiết lập  một chính quyền tự trị cho thành phố mặc dù các luật lệ của thành phố có thể bị Quốc hội Hoa Kỳ tước bỏ.  Điều này đã từng xảy ra trong những năm gần đây.  Ngoài việc cư dân thành phố này thiếu đại diện của mình tại Quốc hội Hoa Kỳ, thành phố hoạt động phần nhiều giống như các thành phố độc lập khác tại Hoa Kỳ, tuy rằng về hình thức pháp lý, nó không hội đủ định nghĩa của một thành phố độc lập.  Vì nó hoạt động theo nhiều cách như một thành phố độc lập nên Washington D.C. cũng được xem là tương đương quận.
- Trước năm 1997, Cục Điều tra Dân số Hoa Kỳ có công nhận phần đất Công viên Quốc gia Yellowstone nằm trong tiểu bang Montana là tách biệt khỏi bất cứ quận nào cho dù thực tế tiểu bang Montana đã công nhận phần đất này nằm trong các quận lân cận từ năm 1978. Khu vực này bây giờ không còn được xem là một đơn vị tương đương quận.

Hạng thứ ba về tương đương quận có một không hai là ở Alaska:
- Phần lớn diện tích đất đai của tiểu bang Alaska không có chính quyền được tổ chức ở cấp bậc quận.  Chính quyền tiểu bang Alaska gọi toàn bộ vùng đất của tiểu bang mà không thuộc một borough có chính quyền là unorganized borough (tạm dịch là quận chưa tổ chức). Năm 1970, Cục Điều tra Dân số Hoa Kỳ với sự hợp tác của tiểu bang chia "quận chưa tổ chức" thành các "khu vực điều tra dân số" nhằm mục đích thống kê. Mỗi khu vực điều tra dân số được xem là một đơn vị tương đương quận.

Tính đến lần điều tra dân số năm 2000, có tổng cộng 3.141 đơn vị hành chính tương đương quận tại Hoa Kỳ. Con số này bị giảm số còn 3.140 vào năm 2001 khi thành phố Clifton Forge, Virginia từ bỏ địa vị thành phố của mình và tái hợp nhất thành một thị trấn nằm trong quận Alleghany.
Quận-thành phố thống nhất không được xem là đơn vị tương đương quận khi sử dụng cho mục đích hành chính vì chúng vẫn duy trì trách nhiệm của cả chính quyền quận và chính quyền thành phố riêng biệt theo ngữ cảnh đơn vị hành chính và vì vậy chúng được xếp loại là quận.